# اندیس مس شرق بندان
مس شرق بندان یک اندیس فلزی است که در حوالی شهر بندان استان سیستان و بلوچستان قرار دارد و مادهٔ معدنی موجود در آن، مس است.سنگ میزبان این اندیس هورنفلس است و دیرینگی آن به دوران پالئوسن می‌رسد. 